# Формула-1 — Гран-прі Франції 2007
Гран-прі Франції 2007 року — восьмий етап чемпіонату світу 2007 року з автоперегонів у класі Формула-1, відбувся з 29 червня по 1 липня на автодромі Маньї-Кур (Невер, Франція). 

## Класифікація

### Кваліфікація
|    | Пілот               | Команда            | 1 частина | 2 частина | 3 частина |
| -- | ------------------- | ------------------ | --------- | --------- | --------- |
| 1  | Феліпе Масса        | Феррарі            | 1:15.303  | 1:14.822  | 1:15.034  |
| 2  | Льюїс Хемілтон      | Макларен-Мерседес  | 1:14.805  | 1:14.795  | 1:15.104  |
| 3  | Кімі Ряйкконен      | Феррарі            | 1:14.872  | 1:14.828  | 1:15.257  |
| 4  | Роберт Кубіца       | Заубер-БМВ         | 1:15.778  | 1:15.066  | 1:15.493  |
| 5  | Джанкарло Фізікелла | Рено               | 1:16.047  | 1:15.227  | 1:15.674  |
| 6  | Хейкі Ковалайнен    | Рено               | 1:15.524  | 1:15.272  | 1:15.826  |
| 7  | Нік Хайдфельд       | Заубер-БМВ         | 1:15.783  | 1:15.149  | 1:15.900  |
| 8  | Ярно Труллі         | Тойота             | 1:16.118  | 1:15.379  | 1:15.935  |
| 9  | Ніко Росберг        | Вільямс-Тойота     | 1:16.092  | 1:15.331  | 1:16.328  |
| 10 | Фернандо Алонсо     | Макларен-Мерседес  | 1:15.322  | 1:15.084  | нема часу |
| 11 | Ральф Шумахер       | Тойота             | 1:15.760  | 1:15.534  |           |
| 12 | Дженсон Баттон      | Хонда              | 1:16.113  | 1:15.584  |           |
| 13 | Рубенс Барікелло    | Хонда              | 1:16.140  | 1:15.761  |           |
| 14 | Марк Веббер         | Ред Булл-Рено      | 1:15.746  | 1:15.806  |           |
| 15 | Скотт Спід          | Торо Россо-Феррарі | 1:15.980  | 1:16.049  |           |
| 16 | Девід Култхард      | Ред Булл-Рено      | 1:15.915  | нема часу |           |
| 17 | Вітантоніо Ліуцці   | Торо Россо-Феррарі | 1:16.142  |           |           |
| 18 | Александр Вюрц      | Вільямс-Тойота     | 1:16.241  |           |           |
| 19 | Такума Сато         | Супер Агурі-Хонда  | 1:16.244  |           |           |
| 20 | Ентоні Девідсон     | Супер Агурі-Хонда  | 1:16.366  |           |           |
| 21 | Крістіан Альберс    | Спайкер-Феррарі    | 1:17.826  |           |           |
| 22 | Адріан Сутіл        | Спайкер-Феррарі    | 1:17.915  |           |           |

### Перегони
|      | Пілот               | Команда            | Кіл | Час                     | Старт | Очок |
| ---- | ------------------- | ------------------ | --- | ----------------------- | ----- | ---- |
| 1    | Кімі Ряйкконен      | Феррарі            | 70  | 1:30:54.200             | 3     | 10   |
| 2    | Феліпе Масса        | Феррарі            | 70  | +2.4                    | 1     | 8    |
| 3    | Льюїс Хемілтон      | Макларен-Мерседес  | 70  | +32.1                   | 2     | 6    |
| 4    | Роберт Кубіца       | Заубер-БМВ         | 70  | +41.7                   | 4     | 5    |
| 5    | Нік Хайдфельд       | Заубер-БМВ         | 70  | +48.8                   | 7     | 4    |
| 6    | Джанкарло Фізікелла | Рено               | 70  | +52.2                   | 5     | 3    |
| 7    | Фернандо Алонсо     | Макларен-Мерседес  | 70  | +56.5                   | 10    | 2    |
| 8    | Дженсон Баттон      | Хонда              | 70  | +58.8                   | 12    | 1    |
| 9    | Ніко Росберг        | Вільямс-Тойота     | 70  | +68.5                   | 9     |      |
| 10   | Ральф Шумахер       | Тойота             | 69  | +1 коло                 | 11    |      |
| 11   | Рубенс Барікелло    | Хонда              | 69  | +1 коло                 | 13    |      |
| 12   | Марк Веббер         | Ред Булл-Рено      | 69  | +1 коло                 | 14    |      |
| 13   | Девід Култхард      | Ред Булл-Рено      | 69  | +1 коло                 | 16    |      |
| 14   | Александр Вюрц      | Вільямс-Тойота     | 69  | +1 коло                 | 18    |      |
| 15   | Хейкі Ковалайнен    | Рено               | 69  | +1 коло                 | 6     |      |
| 16   | Такума Сато         | Супер Агурі-Хонда  | 68  | +2 кола                 | 22    |      |
| 17   | Адріан Сутіл        | Спайкер-Феррарі    | 68  | +2 кола                 | 21    |      |
| схід | Скотт Спід          | Торо Россо-Феррарі | 55  | коробка передач         | 15    |      |
| схід | Крістіан Альберс    | Спайкер-Феррарі    | 28  | обрив заправного шлангу | 20    |      |
| схід | Ентоні Девідсон     | Супер Агурі-Хонда  | 1   | аварія                  | 19    |      |
| схід | Ярно Труллі         | Тойота             | 1   | аварія                  | 8     |      |
| схід | Вітантоніо Ліуцці   | Торо Россо-Феррарі | 0   | аварія                  | 17    |      |

Найшвидше коло: Феліпе Масса — 1:16.099
Кола лідирування: Феліпе Масса — 40 (1-19, 23-43); Кімі Ряйкконен — 30 (20-22, 44-70).